# Louis Harris 2
Pour les articles homonymes, voir LH2.
Louis Harris 2 ou LH2 est le nom de l'ancienne entreprise de sondage d'opinion et d'études de marché français connu avant 2005 sous le nom de Louis Harris.
En 2006, l'entreprise est sorti du groupe TNS pour se rapprocher de l'institut Test dans le cadre d'une LBO. Le siège se situait à Paris et possédait deux sites de production des sondages par téléphone (l'un est situé à Saint-Ouen (Seine-Saint-Denis), l'autre à Orléans).
LH2 était une entreprise généraliste proposant des études utilisant les ressources internes de recueil en CATI (Computer Assisted Telephone Interview, 110 postes), CAPI (Computer Assisted Personal Interview, 170 PC) et CAWI (Computer Assisted Web Interview).
La marque est actuellement la propriété, pour la France, de la société américaine Harris Interactive New York sous la référence INPI 3329379 et pour le reste de l'Union Européenne de la société britannique ITWP Londres sous la référence 5685532.